# Хэлфи Агинг Тур U19
Хэлфи Агинг Тур U19 (англ. Healthy Ageing Tour U19) — шоссейная многодневная велогонка, проходящая по территории Нидерландов с 2013 года.

## История

Логотип гонки с 2013 по 2016 год

Гонка была создана в 2013 году под названием Energiewacht Tour в честь титульного спонсора Energy Watch Group спустя два года после появления её элитной версии с которой стала проводиться одновременно.
В 2016 году вошла в календарь только что созданного Кубка наций среди юниорок UCI.
С 2017 года титульным спонсором вместо Energiewacht стала компания Healthy Ageing Network Northern Netherlands, а гонка сменила своё название на Healthy Ageing Tour.
В 2020 и 2021 году гонка была отменена из-за пандемии COVID-19.
В 2022 году элитная гонка сменила своё название на Bloeizone Fryslân Tour. О проведении данной гонки информация отсутствует.
Маршрут гонки проходит на севере Нидерландов в основном по территории общин провинции Гронинген. Позднее добавились общины соседних провинций — Норденвелд (Дренте) в 2015 году и Херенвен (Фрисландия) в 2019 году. Изначально гонка состояла из трёх групповых этапов протяжённостью 60-70 км, но с 2014 года один из них заменили на командную гонку протяжённостью чуть больше 10 км. После включения в календарь Кубка в 2016 году добавился ещё один этап. В 2017 году командную гонку заменили пролог (короткую индивидуальную гонка для уменьшения её влияния на общий результат гонки. С 2018 году маршрут снова стал состоять из трёх групповых этапов протяжённость которых увеличилась до 80-95 км.

## Призёры
| Год  | Победитель         | Второй              | Третий                 |         |
| ---- | ------------------ | ------------------- | ---------------------- | ------- |
| 2013 | Эми Хилл           | Ильзе Мильтенбург   | Флортье Макай          |         |
| 2014 | Джесси Ванденбалке | Вилле Де Йонг       | Сартье Вандербруке     |         |
| 2015 | Пернилле Матисен   | Мерел Хоффман       | Сюзанна Андерсен       |         |
| 2016 | Кристель Риффел    | Энн Де Рютер        | Карлейн Свинкелс       |         |
| 2017 | Лорена Вибес       | Эмбер ван дер Хюлст | Эмма Норсгор-Йёргенсен |         |
| 2018 | Пфейффер Джорджи   | Марта Яскульская    | Лоннеке Унекен         |         |
| 2019 | Меган Джастрэб     | Элинор Бяcкстедт    | Фемке Герритсе         |         |
| 2020 | отменён            | отменён             | отменён                | отменён |
| 2021 | отменён            | отменён             | отменён                | отменён |